# アブレオジョス島
アブレオジョス島 (Abreojos Island) は太平洋の北緯23度10分0秒、東経129度25分45秒付近にあるとされた疑存島。別名ラングデイル島 (Langdale Island)。
1543年、ルイ・ロペス・デ・ビリャロボスの部下ベルナルド・デ・ラ・トーレがフィリピンからヌエバ・エスパーニャへ向かおうとしたものの引き返す羽目になったが、この航海中に北緯16度付近で発見した島にアブレ・オホス (Abre ojos) と命名した。これは沖大東島ではないかと思われるが、位置がはっきりしないたため実在の島と特定できず、疑存島として地図に残ることとなった。
1904年9月4日、イギリス船「ラングデイル」のG・ジョーンズ船長が北緯23度8分、東経129度26分付近で島を発見したと報告。別名ラングデイル島の由来はこれである。しかし、1909年6月と1913年6月にはこの島は存在しないという報告がある。
また、日本では島の実在が信じられはじめ、1910年には島の開墾払下願などがだされたりしたが、その後の巡洋艦「須磨」などによる調査でも島は発見されなかった。
1922年6月と1924年8月に海防艦「満州」がアブレオジョス島を捜索したが発見されず、1924年9月13日付で日本の海図から削除された。